# Coleophora quadrilineella
Coleophora quadrilineella é uma espécie de mariposa do gênero Coleophora pertencente à família Coleophoridae.